# Saint-Mézard
Saint-Mézard è un comune francese di 215 abitanti situato nel dipartimento del Gers nella regione dell'Occitania.

## Società

### Evoluzione demografica
Abitanti censiti